# Pressling
Ein Pressling ist ein vorgeformtes Halbfertigteil mit matter Oberfläche. 

## Herstellung
Nachdem sich im Schmelzofen sämtliche Rohstoffe zu einer flüssigen, heißen Glasschmelze verbunden haben und alle Gasblasen entfernt wurden, wird daraus ein Brillenglas-Pressling hergestellt. Dabei wird die Schmelze über einen Gießverteilerkanal in den Rundtaktautomat (Drehtischpresse) geführt. Ein genau dosierter Tropfen der zähflüssigen Schmelze wird auf eine Schale gegeben und anschließend unter hohem Druck mit Hilfe eines Pressstempels gleichmäßig in der Schale verteilt. Je nach Form der Schale und des Stempels wird ein Pressling für Minus- oder Plusbrillenlinsen mit Aufmaß geformt.